# غوادالوبي روبلس ميدينا
غوادالوبي روبلس ميدينا (بالإسبانية: Guadalupe Robles Medina)‏ هو سياسي مكسيكي، ولد في 9 يونيو 1959 في المكسيك. حزبياً، نشط في حزب العمل الوطني. وقد انتخب عضو مجلس النواب المكسيك.